# آیاکا ساساکی
آیاکا ساساکی (انگلیسی: Ayaka Sasaki؛ زادهٔ ۱۱ ژوئن ۱۹۹۶) یک موسیقی‌دان اهل ژاپن است.